# 第59师团
第59师团是日本帝国陆军的一个步兵师团。其代号为衣兵团 。该师于1942年2月2日在济南作为一个丙级师团组建。师团的核心是独立混编第十旅。第59师作为后备保卫师，骨干由独立步兵营组成，并没有独立的炮兵团。该师的主要兵员来自千叶县，增援办公室设在柏市。该师最初被分配至第12军。

## 行动
组建后，第59师团继续执行第10独立混合旅的守卫任务。1942年6月，与中国游击队的第一次战斗在馆陶县爆发。从1942年8月起，该师开始试图击败于学忠的部队。从1942年11月中旬起，该师参加了向济南以东的突袭，包围并堵截了山东半岛的中国军队。
1942年12月，第59师团的成员卷入了关东事变——这是在转移到馆陶县期间的兵变。起因是部分士兵冲击运输队抢夺酒。两天后，兵变被镇压。
1943年1月，第59师团在济南东北部与共产党游击队交战。 1943年4月，在太行山抵抗游击队的行动开始。1943年7月，第54步兵旅被用于增援第35师团。山东省边境的战斗一直持续到1943年11月中旬，但共产党游击队未能从日军手中取得任何战果。
1944年1月，该师团的一部分被派去参加豫中会战。第59师团的其余部分继续在山东省提供后勤安全保障。1944年11月，该师团与游击队爆发了更加激烈的战斗。
1945年3月，该师增设了一个迫击炮连。不久后，第59师团开始逐步撤出山东省。在此期间，焦土政策被广泛使用。日军在撤退过程中使用中国苦力清除雷区及大规模屠杀中国平民。1945年5月30日，第59师团归关东军管辖，1945年6月18日被分配至第34军。第59师团的最后几个营于1945年7月上旬抵达咸兴。在1945年8月9日苏联入侵满洲和1945年8月15日日本投降期间，第59师团和第137师团一同驻防。